# 라우라 달마이어
라우라 달마이어(독일어: Laura Dahlmeier, 1993년 8월 24일~2025년 7월 28일)는 독일의 전직 바이애슬론 선수이다. 2017년 바이애슬론 선수권 대회에서 금메달 5개를 포함해 6관왕을 달성하였고 2018 평창올림픽 7.5km 스프린트, 10km 추적 종목에서 금메달을 획득하였다.
2025년 7월 28일 파키스탄 카라코람 산맥에 위치한 라일라 피크(Laila Peak, 해발 약 5,700미터)를 하산하던 중, 갑작스러운 암석 낙석 사고를 당하여 즉사한 것으로 추정된다.